# Vélez (kommun)
Vélez är en kommun i Colombia.   Den ligger i departementet Santander, i den centrala delen av landet, 180 km norr om huvudstaden Bogotá. Antalet invånare är 19 755. Arean är 250 kvadratkilometer.
Terrängen i Vélez är bergig åt sydväst, men åt nordost är den kuperad.